# Balogh Melanie
Balogh Melanie (Benyovszky Oszkárné) (Budapest, 1837. október 29. – Budapest, 1861. április 21.) költőnő.

## Élete
Kitűnő képzettségű nő, a társaságok egyik dísze volt. Különösen kedvelte a szépművészeteket; költemények írásával, zenével, rajzzal és tánccal is foglalkozott. 1859-ben ment férjhez Benyovszky Oszkár földbirtokoshoz.

## Munkái
Költeményei megjelentek Melanie névvel a következő szépirodalmi lapokban és albumokban: Hölgyfutár (1855), Divatcsarnok (1855), Szépirodalmi Közlöny (1857–1858), Enyedy-féle Szépirodalmi Album (1856), Erdélyi Muzeum (1857) és a Szigeti Album (1860).
Kéziratban maradt hátra egy kötetnyi költeménye. 